# The Gates of Oblivion
The Gates of Oblivion treći je studijski album španjolskog simfonijskog metal sastava Dark Moor. Objavljen je 11. ožujka 2002. godine, a objavila ga je diskografska kuća Arise Records. Posljednji je album s pjevačicom Elisom Martin.

## Popis pjesama
| 1.    | »In the Heart of Stone«                   | 4:39  |
| 2.    | »A New World«                             | 5:57  |
| 3.    | »The Gates of Oblivion« (instrumental)    | 1:40  |
| 4.    | »Nevermore«                               | 4:49  |
| 5.    | »Starsmaker (Elbereth)«                   | 5:46  |
| 6.    | »Mist in the Twilight« (instrumental)     | 0:52  |
| 7.    | »By the Strange Path of Destiny«          | 5:51  |
| 8.    | »The Night of the Age«                    | 4:40  |
| 9.    | »Your Symphony«                           | 4:34  |
| 10.   | »The Citadel of the Light« (instrumental) | 1:13  |
| 11.   | »A Truth for Me«                          | 5:09  |
| 12.   | »Dies Irae (Amadeus)«                     | 11:17 |
| 56:27 |                                           |       |

## Zasluge
Dark Moor
- Elisa C. Martín – vokali
- Enrik García –	gitara
- Albert Maroto – gitara
- Anan Kaddouri – bas-gitara
- Jorge Sáez – bubnjevi
- Peña de Camús – klavijature

Dodatni glazbenici
- Mattia Stancioiu - bubnjevi
- Valcavasia - vokali (zbor)

Ostalo osoblje
- Mika Jussila - mastering
- Andreas Marschall - omot albuma
- Luigi Stefanini – produciranje, inženjering, miksanje